# 三城村
三城村（みきむら）は、かつて岐阜県安八郡に存在した村である。
現在の大垣市東部。揖斐川西岸の地域である。村名は、この地域に3つの城（今宿城、三塚城、加賀野城）が存在したことから命名された。
美濃路や旧国道21号（通称・岐垣国道。現岐阜県道31号岐阜垂井線）が通過する交通の要所であるが、堀田が広がる農村地帯であった。現在はソフトピアジャパンやイオンタウン大垣があり、開発が進んでいる。

## 沿革
- 江戸時代、一帯は大垣藩領であった。
- 1897年（明治30年）4月1日 - 三塚村、加賀野村、小野村、沢渡村、今宿村、世保村が合併し、三城村となる。
- 1952年（昭和27年）6月1日 - 大垣市に編入される。

## 教育
- 組合立小野小学校（現大垣市立小野小学校）
- 安八郡学校組合立三和中学校

## 名所など
- 加賀野八幡神社